# Ад-Дусари, Убайд
Убайд ад-Дусари́ (араб.  عُبيد الدوسري‎, нем. Ubaid ad-Dusari, 2 октября 1975, Саудовская Аравия) — саудовский футболист, нападающий. Участник чемпионата мира 1998 года и чемпионата мира 2002 года.

## Карьера

### Клубная
Профессиональную карьеру в 1996 году в клубе «Аль-Вахда» из города Мекка, в 2000 году перешёл в «Аль-Ахли» из Джидды, в составе которого стал обладателем Кубка наследного принца Саудовской Аравии, дважды Кубка Саудовской федерации футбола, победителем Турнира принца Фейсала бин Фахада для арабских клубов и обладателем Клубного кубка чемпионов Персидского залива. Завершил карьеру в клубе Саудовского первого дивизиона «Аль-Дамк», за который выступал с 2005 года вплоть до самого завершения карьеры игрока в 2007 году.

### В сборной
В составе главной национальной сборной Саудовской Аравии выступал с 1997 по 2002 год, сыграв за это время 98 матчей и забив 25 мячей в ворота соперников. Участник чемпионата мира 1998 года (сыграл только в одном матче, выйдя на замену в игре против сборной Дании) и чемпионата мира 2002 года (сыграл только 1 игру против сборной Камеруна). Вместе с командой дошёл до финала Кубка Азии в 2000 году, а также дважды выигрывал Кубок арабских наций и один раз Кубок наций Персидского залива.

## Достижения
Финалист Кубка Азии: (1)
- 2000

Обладатель Кубка арабских наций: (2)
- 1998, 2002

Обладатель Кубка наций Персидского залива: (1)
- 2002

Финалист Кубка наций Персидского залива: (1)
- 1998

Обладатель Кубка наследного принца Саудовской Аравии: (1)
- 2001/02

Обладатель Кубка Саудовской федерации футбола: (2)
- 2000/01, 2001/02

Победитель Турнира принца Фейсала бин Фахада для арабских клубов: (1)
- 2001/02

Обладатель Клубного кубка чемпионов Персидского залива: (1)
- 2002